# Open'er Festival
Open'er Festival is een muziekfestival in Gdynia in Polen. Het festival brengt rock, pop, alternative, indierock, dance, electronic en world. Het festival kreeg internationale erkenning door de Best Major European Festival Award van de European Festival Awards tweemaal te winnen, voor de edities van 2009 en 2010.

## Edities
Het eerste festival in 2002 ging door in Warschau, vanaf het jaar nadien verhuisde het festival naar de noordelijke kust in Gdynia, in eerste instantie op het skwer (plein) Kościuszki, en vanaf 2006 op het nabijgelegen militaire vliegveld Kosakowo (Babie Doły).

### 2002
- The Chemical Brothers

### 2003
- Cassius en Kosheen

### 2004
- Pink, Cypress Hill, Massive Attack en Goldfrapp

### 2005
- Snoop Dogg, Faithless, Fatboy Slim, Lauryn Hill, The White Stripes en Underworld

### 2006
- Manu Chao, Pharrell Williams, Placebo, Coldcut, Myslovitz, Skin, Franz Ferdinand, Sigur Rós, Scissor Sisters, Peter Greenaway, The Streets, Kanye West, Basement Jaxx en Roger Sanchez

### 2007
- Dizzee Rascal, Sonic Youth, The Roots, Laurent Garnier, Groove Armada, Beastie Boys, Muse, Bloc Party, Björk en LCD Soundsystem

### 2008
- The Cribs, Fischerspooner, Fujiya & Miyagi, Editors, The Raconteurs, Roisin Murphy, Gentleman, Cocorosie, Sex Pistols, Interpol, Jay-Z, Erykah Badu, Vavamuffin, Martina Topley-Bird, Goldfrapp, Massive Attack en The Chemical Brothers

### 2009
- Peter Bjorn and John, Late of the Pier, Arctic Monkeys, Basement Jaxx, Duffy, Crystal Castles, Gossip, The Kooks, Moby, Madness, Q-Tip, Emiliana Torrini, White Lies, M83, Faith No More, Pendulum, Jazzanova, Santigold, Buraka Som Sistema, The Ting Tings, Lily Allen, Kings of Leon, Placebo en The Prodigy

### 2010
- Tinariwen, Yeasayer, Tricky, 2manydjs, Ben Harper and the Relentless7, Pearl Jam, Groove Armada, Cypress Hill, Die Antwoord, Grace Jones, Klaxons, Pavement, Mando Diao, Massive Attack, Empire of the Sun, Matisyahu, Regina Spektor, Gorillaz Sound System, Skunk Anansie, Kasabian, Hot Chip, Nas & Damian Marley, Wild Beasts, Kings of Convenience, Archive, The Hives, The Dead Weather en Fatboy Slim

### 2011
Eerste editie van vier dagen.
- Fat Freddy's Drop, Two Door Cinema Club, Paolo Nutini, Caribou, The National, Coldplay, Simian Mobile Disco, Youssou N'Dour, British Sea Power, Cut Copy, Crystal Fighters, Monika Brodka, Pulp, Foals, Big Boi, The Asteroids Galaxy Tour, Kate Nash, Primus, Prince, Vavamuffin, These New Puritans, James Blake, Hurts, Chromeo, The Wombats, The Strokes, M.I.A. en deadmau5

### 2012
- Soldiers of Jah Army, Gogol Bordello, Wiz Khalifa, Yeasayer, The Ting Tings, Orbital, The Kills, Björk, New Order, Major Lazer, Dry the River, Jamie Woon, The Maccabees, Jessie Ware, Warsaw Village Band, Penderecki/Greenwood, Bon Iver, Justice, Public Enemy, M83, Bloc Party, Franz Ferdinand, The Cardigans, Janelle Monáe, Brygada Kryzys, Bat for Lashes, SBTRKT, Mumford & Sons, The Mars Volta en The xx op het podium.

### 2013
In 2013 kende het festival een afsluitende vijfde dag. De vijfde dag was er enkel op de main stage voor de festivalgangers die het vierdaags ticket gekocht hadden een optreden van Dizzee Rascal en Rihanna.
- Vavamuffin, alt-J, Crystal Castles, Editors, Blur, Kendrick Lamar, Pianohooligan, Matisyahu, Tame Impala, Arctic Monkeys, Nick Cave and the Bad Seeds, Nas, These New Puritans, Disclosure, Skunk Anansie, Queens of the Stone Age, The National, Crystal Fighters, Devendra Banhart, Animal Collective, Everything Everything, Kings of Leon, Jonny Greenwood en Steve Reich & Ensemble Modern

### 2014
- Haim, Earl Sweatshirt, Foster the People, Interpol, The Black Keys, The Afghan Whigs, Rudimental, MGMT, Pearl Jam, Wild Beasts, Ben Howard, Lykke Li, Foals, Jack White, Daughter, Warpaint, Bastille, The Horrors, Phoenix en Faith No More

### 2015
- alt-J, Modest Mouse, Kodaline, Faithless, Kendrick Lamar, Major Lazer, Django Django, Eagles of Death Metal, Mumford and Sons, Of Monsters and Men, The Prodigy, Jonny Greenwood & London Contemporary Orchestra, José González, Swans, Kasabian, Hozier, St. Vincent en Years & Years

### 2016
- Red Hot Chili Peppers, Pharrell Williams, The Last Shadow Puppets, Tame Impala, Florence and the Machine, LCD Soundsystem, Wiz Khalifa, Sigur Rós, Bastille, Paul Kalkbrenner, PJ Harvey, Foals, Nothing but Thieves, The 1975 en Chvrches

### 2017
- Radiohead, Foo Fighters, The xx, Prophets of Rage, M.I.A., Jimmy Eat World, Michael Kiwanuka, James Blake, Royal Blood, The Kills, George Ezra, Moderat en Trentemøller

### 2018
- Arctic Monkeys, Depeche Mode, Gorillaz, Bruno Mars, Nick Cave and the Bad Seeds, Massive Attack, MØ, Chvrches, Post Malone, Glass Animals en Years & Years

### 2019
- Diplo, Travis Scott, Vampire Weekend, Greta Van Fleet, Jorja Smith, Stormzy, The 1975, The Strokes, Kylie Minogue, 2manydjs, Jungle, Kodaline, Lana Del Rey, Rudimental

### 2022
- A$AP Rocky, Imagine Dragons, Tove Lo, Years & Years, Twenty One Pilots, Martin Garrix, Cigarettes After Sex, Seasick Steve, The Killers, Peggy Gou

### 2023
- Arctic Monkeys, Kendrick Lamar, Lizzo, Lil Nas X, SZA, Alyona Alyona, Editors, Nothing But Thieves, OneRepublic,...

### 2024
- Foo Fighters, Dua Lipa, Doja Cat, 21 Savage, Tom Morello, Måneskin, Claptone, Sam Smith, Skrillex, Ice Spice, ...